# Junta de expansión

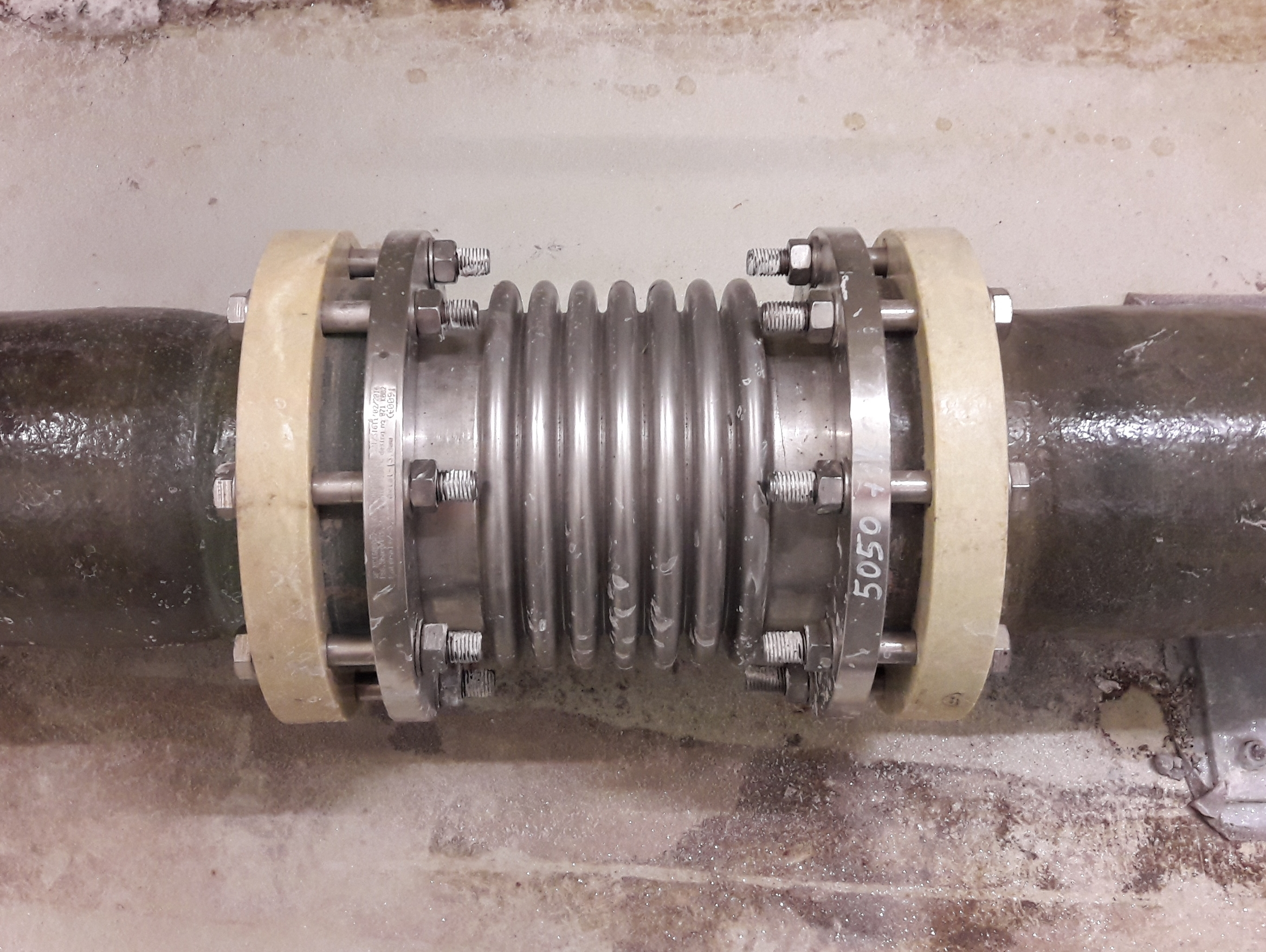
Junta de expansión metálica para tuberías

Una junta de expansión o compensadores de dilatación es un dispositivo de compensación de desplazamientos producidos por la dilatación o contracción de las tuberías y por el movimiento del fluido que circula por las mismas. Suele ser un elemento flexible, formado por uno o más ondas/arcos, diseñado para resistir la presión interior de un determinado fluido a la temperatura de trabajo, pero lo suficientemente flexible para absorber los movimientos que se presenten. No debe confundirse con junta de dilatación, término utilizado en construcción para designar a los espacios dejados entre bloques, estructuras o piezas prefabricadas, para evitar la fragmentación de los materiales ante los cambios de temperatura.
El elemento fundamental de una junta de expansión es el fuelle. El fuelle debe ser lo suficientemente resistente como para aguantar la presión del fluido, y flexible para deformarse debido a la diferencia de desplazamientos o giros en sus extremos.
A menudo el fuelle está contenido dentro de un contratubo que actúa como director para evitar deformaciones laterales y colabora con el fuelle para soportar la presión interna.
La función principal de las juntas de expansión que también son conocidas como juntas constructivas es llenar los huecos que son ocasionados por el constante flujo de vehículos en vialidades como carreteras y autopistas. Estas se sitúan en las líneas de separación de las estructuras o accesos con la principal función de asegurar la continuidad en las vialidades y causar la sensación de que las estructuras como puentes, carreteras o estacionamientos estuvieran hechas en un solo tramo.
Las juntas de expansión absorben los movimientos en un sistema de tuberías mientras contiene presión y un fluido o medio lo atraviesa.

## Tipos de fuelle
- De goma: son los más económicos, pero no pueden trabajar a más de 150 °C. Compuestos de múltiples capas o fibras entrelazadas, aseguran la flexibilidad deseada, garantizando al mismo tiempo, una larga resistencia al envejecimiento.
- Metálicos: usados para resistir temperaturas y presiones elevadas. Normalmente el material utilizado en el fuelle es acero inoxidable. De forma excepcional se utiliza INCONEL para poder llegar a temperaturas de trabajo de 750 °C.
- Textiles - Para temperaturas elevadas y bajos valores de presión.

Los fuelles según el tipo de aplicación pueden ser monocapa o multicapas. Entre los materiales utilizados para la composición de las capas podemos encontrar tejidos de fibras de vidrio o cerámicas, tejidos siliconados y laminados con materiales fluoroplasticos, entre otros.

## Tipos de movimientos
Existen tres movimientos básicos que pueden ser absorbidos por un Compensador:
Movimiento axial: la variación de la longitud del fuelle desde su longitud libre o en reposo en una dirección paralela a su eje longitudinal.
Movimiento angular: el eje longitudinal de la junta de expansión se desplaza desde su posición inicial en línea recta hacia un arco circular.
Movimiento lateral: los dos extremos de una junta de expansión perpendicular se desplazan a su eje longitudinal. 

## Tipos de extremos
- Bridados
- Roscados
- Soldados

## Sectores más habituales
Las juntas de expansión se utilizan en una amplia variedad de sectores, los más habituales son:
- Químico
- Petróleo
- Gas
- Construcción Naval
- Energía